# Girolamo Frescobaldi
Girolamo Alessandro Frescobaldi (italská výslovnost [dʒiˌɾɔːlamo fɾeskoˈbaldi], též psaný Gerolamo, Girolimo či Geronimo Alissandro; září 1583, Ferrara – 1. března 1643, Řím) byl italský pozdně renesanční a raně barokní hudební skladatel a varhaník.
Studoval ve Ferraře u Luzzaschiho a byl ovlivněn množstvím dalších skladatelů, jako byli Ascanio Mayone, Giovanni Maria Trabaci a Claudio Merulo. Od roku 1608 s několikaletou přestávkou působil jako varhaník u sv. Petra v Římě a v této funkci také zemřel. Nejznámějším Frescobaldiho dílem je sbírka varhanní liturgické hudby Fiori musicali (1635), ceněná i jako vzor přísného kontrapunktu. Frescobaldi měl značný vliv na další generace autorů, ovlivnil například Frobergera, Bacha, Purcella a mnohé další.
Jeho jménem je pojmenována planetka hlavního pásu (11289) Frescobaldi a také software Frescobaldi.